# Elżbieta Sikora
Elżbieta Sikora (ur. 20 października 1943 we Lwowie) – polska kompozytorka, mieszkająca od 1981 we Francji.

## Życiorys
Uczyła się w klasie fortepianu w liceum muzycznym w Gdańsku, które ukończyła w 1963. W tym samym roku rozpoczęła studia na Wydziale Reżyserii Dźwięku w Państwowej Wyższej Szkole Muzycznej w Warszawie pod kierunkiem Antoniego Karużasa, gdzie otrzymała dyplom w 1968 r.  W latach 1968–1970 odbyła studia z kompozycji muzyki elektroakustycznej w Groupe de recherches musicales w Paryżu pod kierunkiem Pierre Schaeffera i François Bayle’a . Po powrocie do Polski kontynuowała studia kompozytorskie w PWSM w Warszawie pod opieką Tadeusza Bairda i Zbigniewa Rudzińskiego . W 1973, wraz z Krzysztofem Knittlem i Wojciechem Michniewskim, utworzyła grupę kompozytorską KEW . Drugi dyplom, na Wydziale Kompozycji, uzyskała w 1977 r. 
Poza tym studiowała kompozycję u Betsy Jolas i muzykę komputerową w Institut de Recherche et Coordination Acoustique/Musique w Paryżu . Jako stypendystka pracowała 1983/1984 u Johna Chowninga w Centrum Badań Komputerowych Muzyki i Akustyki (CCRMA) przy Uniwersytecie Stanforda w Kalifornii . W 1999 uzyskała stopień doktora nauk muzycznych w zakresie kompozycji w Akademii Muzycznej we Wrocławiu . W latach 1985–1999 była profesorem w konserwatorium w Angoulême .
W latach 2011–2017 była dyrektorką artystyczną odbywającego się we Wrocławiu festiwalu Musica Electronica Nova.
15 listopada 2011 odbyła się francuska prapremiera jej kolejnej opery Madame Curie (polska prapremiera w gdańskiej Operze Bałtyckiej miała miejsce 25.11.2011 r.) do libretta Agaty Miklaszewskiej.

## Nagrody i wyróżnienia
Jest laureatką licznych nagród i wyróżnień, m.in. Konkursu im. Carla Marii von Webera w Dreźnie w 1978 (za operę kameralną Ariadna) , Konkursu Muzyki Elektroakustycznej w Bourges w 1980 (za utwory Ziemia jałowa i Lettres à M. pour bande), Konkursu dla Kompozytorek w Mannheim w 1982 (za Guernica – hommage à Pablo Picasso na chór mieszany), nagród francuskiego Société des auteurs, compositeurs et éditeurs de musique w 1994: Prix pédagogique (za Chant’ Europe pour trois choeurs d’enfants et orchestre de chambre) i Prix du printemps (za całokształt twórczości), Francuskiego Stowarzyszenia Autorów i Kompozytorów Dramatycznych w 1996 (za operę Wyrywacz serc) , Jury de l’Académie du Disque Lyrique w Paryżu w 1992 r. (za Le Chant de Salomon pour soprano et l’ensemble i Eine Rose als Stütze na sopran i fortepian). Utwory Elżbiety Sikory wykorzystano w kilku filmach.
Laureatka Nagrody Miasta Gdańska w Dziedzinie Kultury „Splendor Gedanensis” (za 2011). Laureatka Nagrody Prezydenta Miasta Gdańska „Neptuny” (2013). W 1997 została odznaczona Krzyżem Kawalerskim Orderu Zasługi Rzeczypospolitej , w 2004 zaś francuskim odznaczeniem Chevalier de l’Ordre des Arts et des Lettres .